# Torsa stenar

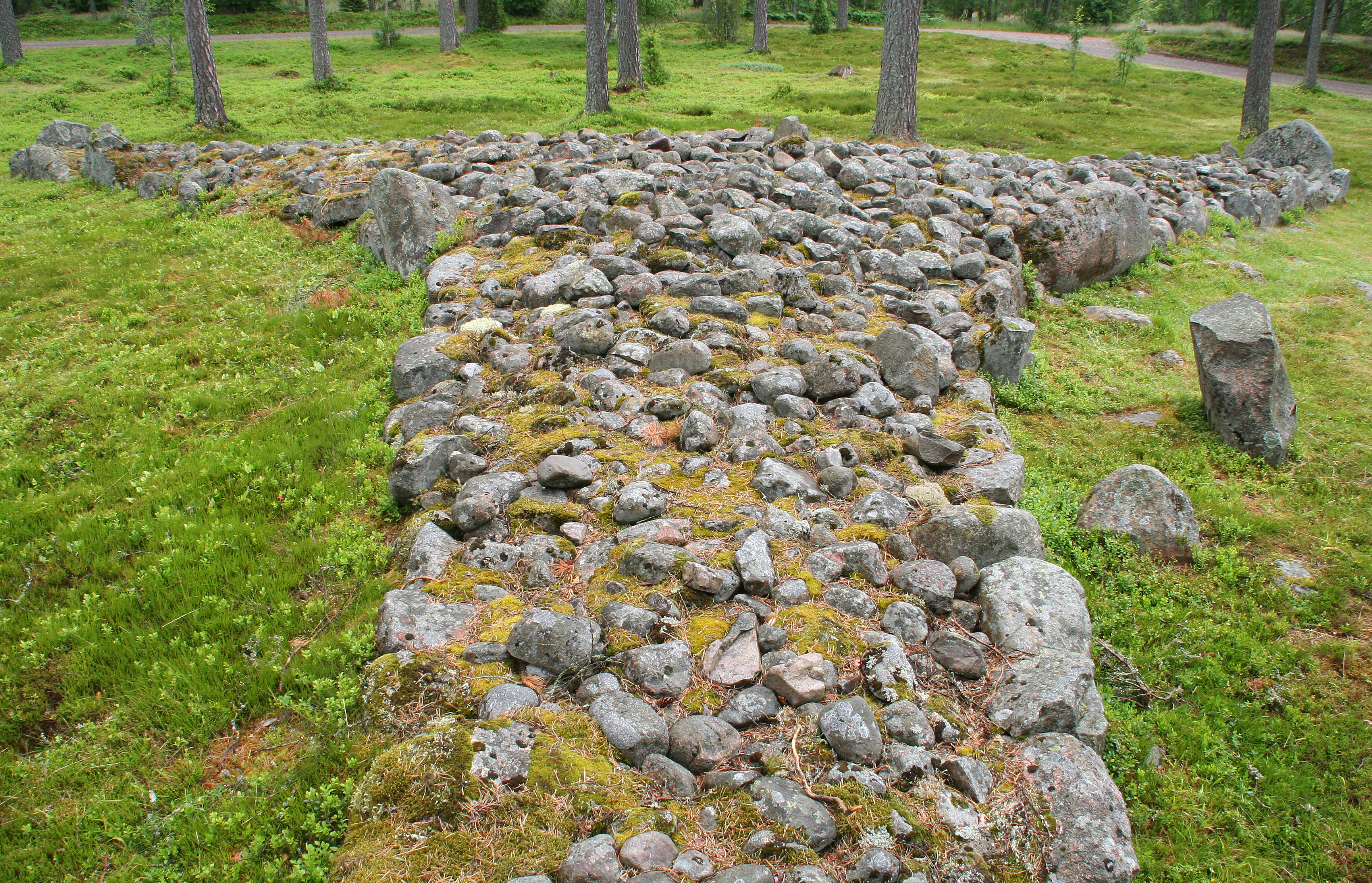
Treudd i Torsa stenar.

Torsa stenar är ett gravfält, beläget strax sydväst om Toranäs i Almesåkra socken i Nässjö kommun. Gravfältet ligger i en glänta i en gles tallskog. Det anlades omkring 400-700 e.kr. och består av 12 gravanläggningar. Dessa utgörs av 2 runda fyllda stensättningar, 1 kvadratisk fylld stensättning, 1 treudd, 3 domarringar, 3 rektangulär stenkretsar och 2 resta stenar (bautastenar).
Treudden är en av Sveriges största och benämns Drakaröret. Den har 17 meter långa insvängda sidor och är en meter hög. Den största domarringen är 10 meter i diameter och består av 9 glest placerade resta stenar. I direkt anslutning till domarringen ligger en rektangulär stenkrets med fyra hörnstenar. Domarringar är en vanlig gravtyp i Jönköpings län där det finns över 1 000 exemplar.